# Tītkan
Tītkan (persiska: تيتكَن, تيتَك, تيتَكَن) är en ort i Iran.   Den ligger i provinsen Lorestan, i den centrala delen av landet, 400 km sydväst om huvudstaden Teheran. Tītkan ligger 1 516 meter över havet och antalet invånare är 255.
Terrängen runt Tītkan är bergig norrut, men söderut är den kuperad. Tītkan ligger nere i en dal. Runt Tītkan är det glesbefolkat, med 14 invånare per kvadratkilometer. Tītkan är det största samhället i trakten. Trakten runt Tītkan består i huvudsak av gräsmarker.